# 金仙观

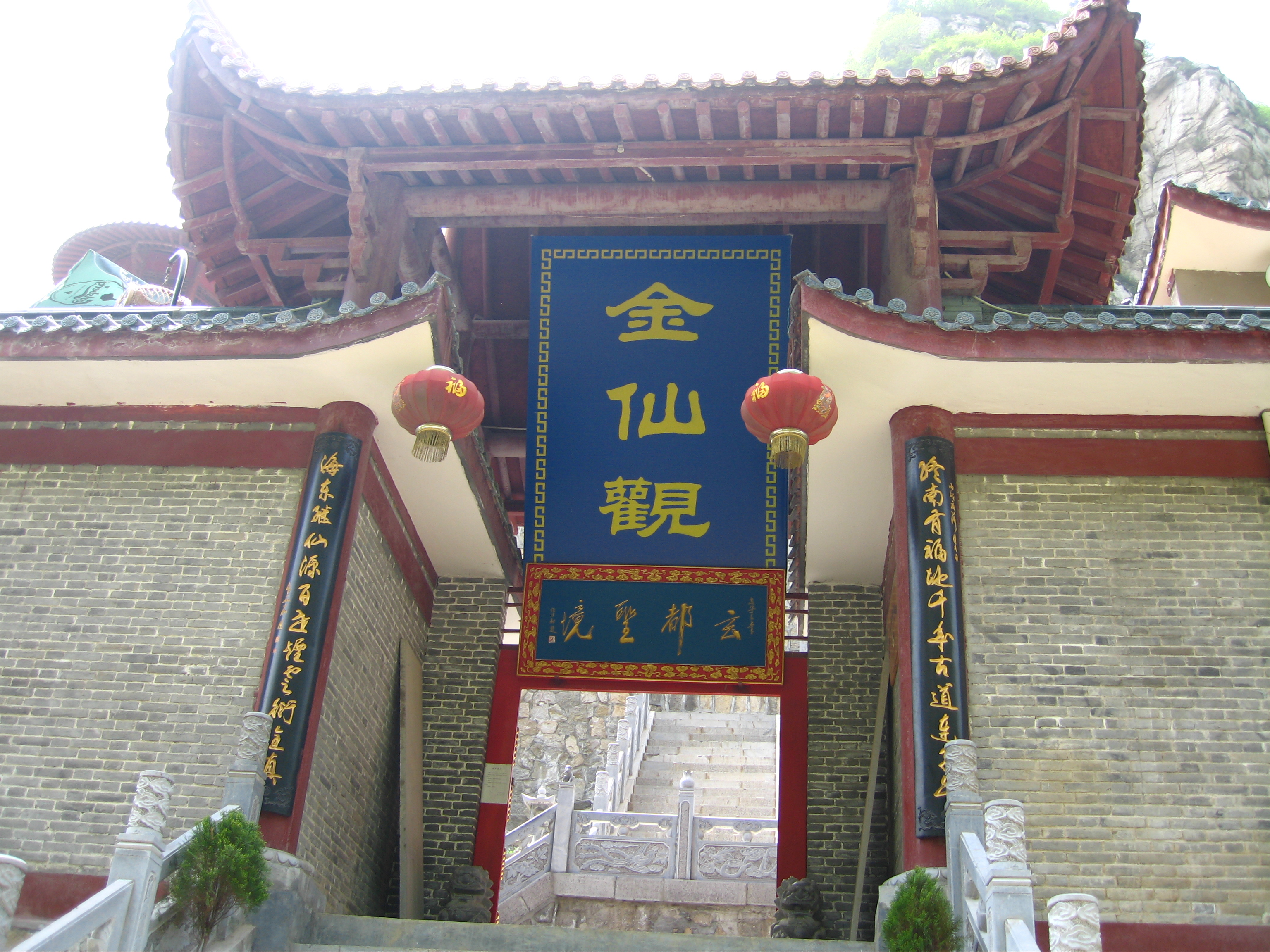
金仙观

子午峪金仙观，简称金仙观，位于中华人民共和国陕西省西安市长安区子午街道西南子午峪内七里坪南约2公里处，是当地的一所著名道观。

## 特点
西汉文帝时期，曾在山峰上修建了祭祀天神的玄都坛，与长安城北渭北高原上的天齐祠构成长安都城的南北建筑基线。玄都是道教所指元始天尊或玉皇大帝居住之地。因此在终南山修道的隐士在此四周修建了许多道观，其中包括金仙观。唐朝开成、会昌、大中年间，新罗人金可记留学长安，登宾贡进士，后不求仕进，隐居子午谷修道，受钟离权传授内丹术，成为韩国传播道教的第一人。公元858年（唐大中十二年二月二十五日）在谷内“羽化”。
子午峪在之后朝代陆续被废弃，道观随之减少，只有玄都坛和金仙观仍保存至1960年代。2001年，韩国金仙学会会长崔炳柱等来子午峪考察，在征得中国道协会长任法融同意后，在陕西省内筹建委员会，2004年动工修建金仙观，2006年10月主体建筑群基本竣工，建成仙祖殿、灵官殿、慈航殿、财神殿、藏经阁、金仙亭、上善池等建筑群，观内供奉太上老君、钟离权、吕洞宾、金可记、崔致远，并开始对外开放。